# Aorta descendens
De aorta descendens of neerdalende aorta is het deel van de aorta na de arcus aortae (aortaboog). Dit deel van de aorta loopt door de thorax (borst) en de buik. In de abdomen (buik) splitst deze slagader dan af in de beenslagaders.
Dit deel van de aorta wordt anatomisch verdeeld in twee delen. Het eerste deel is de aorta thoracica (borstaorta), het deel tot aan het middenrif. Het tweede deel is de aorta abdominalis (buikaorta), het deel onder het middenrif tot aan de splitsing in de beenslagaders.